# LanguageTool
LanguageTool – darmowy i otwarty program do sprawdzania gramatyki, stylu i pisowni, którego wszystkie funkcje są dostępne do pobrania. Strona internetowa LanguageTool łączy się z siostrzanym projektem o nazwie LanguageTool Premium (dawniej LanguageTool Plus), który zapewnia ulepszone wykrywanie błędów w języku angielskim i niemieckim, a także łatwiejszą korektę dłuższych tekstów, zgodnie z modelem open-core.
Został on zapoczątkowany przez Daniela Nabera na potrzeby jego pracy dyplomowej w 2003 roku (napisanej wówczas w Pythonie). Obecnie obsługuje 31 języków, z których każdy jest rozwijany przez opiekunów-wolontariuszy, zazwyczaj rodzimych użytkowników danego języka. W oparciu o wzorce wykrywania błędów tworzone są reguły, a następnie testowane dla danego tekstu. Sama aplikacja jest darmowa i open-source i można ją pobrać do użytku offline. Niektóre języki wykorzystują dane „n-gramowe”, które są ogromne i wymagają znacznej mocy obliczeniowej i szybkości wejścia/wyjścia, dla niektórych dodatkowych detekcji. W związku z tym LanguageTool jest również oferowany jako usługa internetowa, która przetwarza dane „n-gramów” po stronie serwera. LanguageTool Premium również wykorzystuje n-gramy jako część swojego modelu biznesowego freemium.
Usługa internetowa LanguageTool może być używana za pośrednictwem interfejsu internetowego w przeglądarce internetowej lub za pośrednictwem wyspecjalizowanych wtyczek po stronie klienta dla Microsoft Office, LibreOffice, Apache OpenOffice, Vim, Emacs, Firefox, Thunderbird i Google Chrome.

## Technologia
LanguageTool nie sprawdza zdania pod kątem poprawności gramatycznej, ale czy zawiera ono typowe błędy. Dlatego łatwo jest wymyślić niegramatyczne zdania, które LanguageTool nadal zaakceptuje. Wykrywanie błędów udaje się przy użyciu różnych reguł opartych na XML lub napisanych w Javie. Reguły oparte na XML mogą być tworzone za pomocą formularza online.
Nowsze rozwiązania opierają się na dużych bibliotekach n-gramów, które oferują sugestie dotyczące poprawy błędnej pisowni za pomocą sztucznych sieci neuronowych.